# RÚV
Ríkisútvarpið (en català, «Servei Nacional de Radiodifusió d'Islàndia»), millor coneguda per les sigles RÚV, és l'organització nacional de radiodifusió pública d'Islàndia.
Va ser fundada en 1930 i actualment gestiona dues emissores de ràdio i dos canals de televisió. És membre actiu de la Unió Europea de Radiodifusió des de 1956 i també forma part de la xarxa Nordvision.

## Història

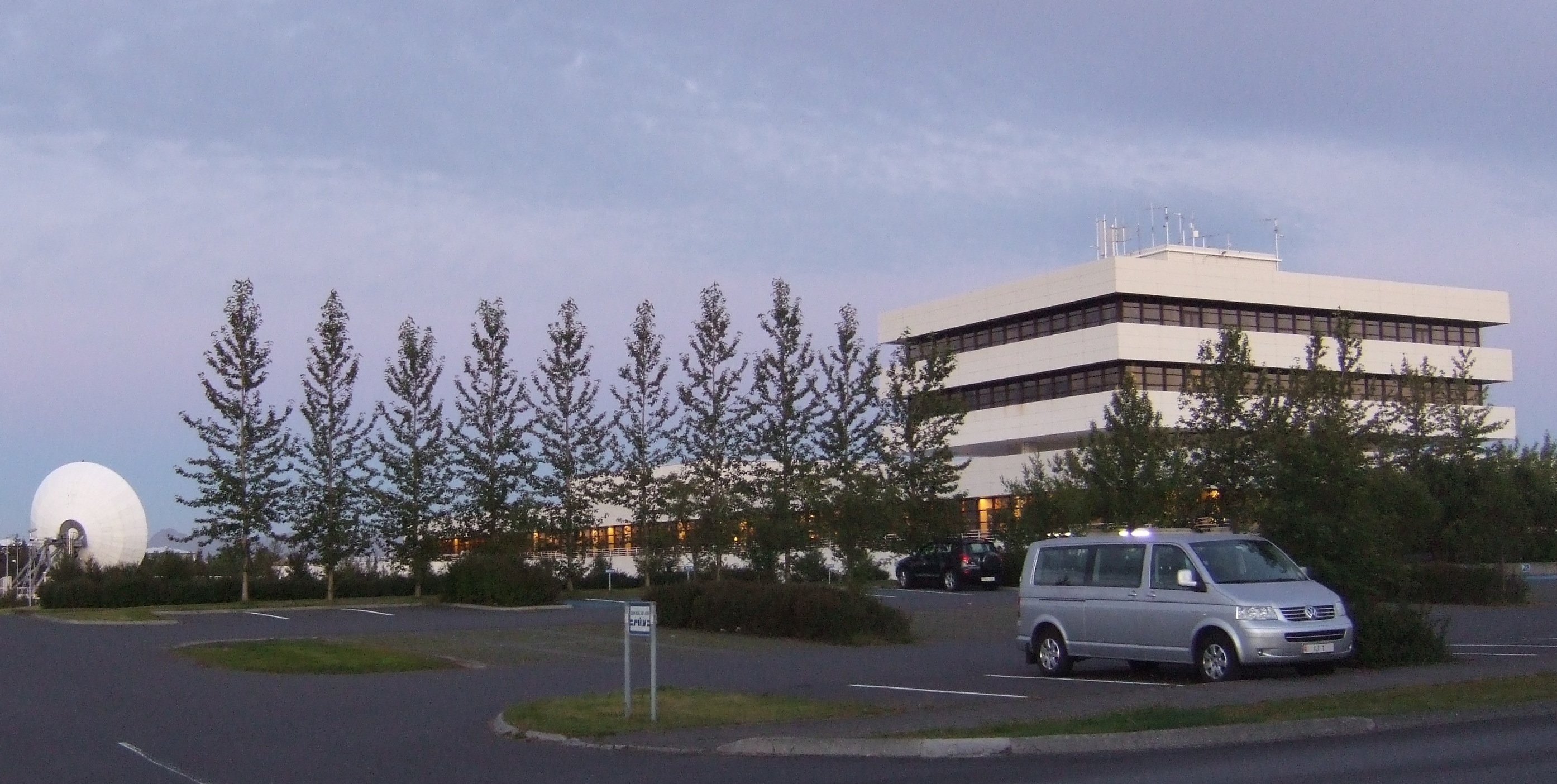
Seu de Ríkisútvarpið a Reykjavík.

El 20 de desembre de 1930 van començar les emissions de Ríkisútvarpið, la primera emissora pública de ràdio d'Islàndia. El senyal podia sintonitzar-se a Reykjavík i Akureyri, amb un horari d'emissió limitat a les tardes i ampliat al migdia a partir de 1932. El servei públic no va ser la primera emissora existent a l'illa, ja que a finals dels anys 1920 ja havien existit dos projectes privats que no van continuar per problemes econòmics.
Durant més de cinc dècades només va haver una emissora de ràdio nacional a Islàndia, fins que en 1983 es va llançar el segon canal.
D'altra banda, la televisió es va començar el 30 de setembre de 1966 a través del canal Sjónvarpið. El desenvolupament d'aquest mitjà va ser més lent que en altres països europeus per qüestions tècniques. En un primer moment només funcionava els dimecres i els divendres, sense programes en directe fins a 1971. Ja amb la cobertura nacional garantida, en els anys 1980 l'horari cobriria tota la setmana excepte els dijous per manteniment, un costum que es va mantenir fins a l'1 d'octubre de 1987. De la mateixa manera, cada mes de juliol fins a 1983 no hi havia televisió perquè tancaven per vacances.
La televisió per satèl·lit va impulsar el desenvolupament de RÚV. Des de 1981 podia accedir a les retransmissions en directe i al senyal informatiu d'altres països; en 1986 va debutar en el Festival de la Cançó d'Eurovisió, i en 1991 va estrenar un servei de teletext.
RÚV va perdre el monopoli sobre la radiotelevisió nacional després de l'aprovació de la Llei de Radiodifusió de 1985. Des de 2007, RÚV és una societat anònima propietat de l'estat.

## Organització
RÚV és una empresa pública independent del poder polític i econòmic. Es finança a través d'un impost específic i de la venda de publicitat. El director de l'organisme és nomenat pel ministre d'Educació per a un període de cinc anys, sense possibilitat de renovació.
En ser independent de l'estat, els beneficis que obté només poden servir per a labors de radiodifusió.
La Llei de Radiodifusió de 1985 especifica que l'ens públic ha de complir els següents objectius:
- Canalitzar i fomentar el debat democràtic.
- Reflectir la cultura islandesa i promoure el desenvolupament de la llengua islandesa.
- Informar i educar a la societat islandesa.
- Fomentar la innovació a la programació.
- Promoure el desenvolupament audiovisual més enllà de la capital.
- Garantir la distribució correcta de material i preservar-lo per a les següents generacions.
- Salvaguardar el servei públic i la seguretat nacional.

## Serveis

### Ràdio
- Rás 1: Creada en 1930. És una emissora generalista amb informatius, magazíns i espais culturals.
- Rás 2: Creada en 1983, canal juvenil amb música nacional i internacional, butlletins informatius i entreteniment.
- Rondó: Emissora digital que emet música clàssica i jazz les 24 hores del dia

Totes elles estan disponibles en freqüència modulada i a través d'internet excepte Rondó, que és exclusivament digital.

### Televisió
- RÚV: Creada en 1966 i anteriorment anomenada Sjónvarpið (en català, «La televisió»). La seva programació és generalista.
- RÚV 2: Creada en 2015, transmet només programació cultural i esportiva en ocasions especials. No té un horari fix.